# Championnats du monde de triathlon longue distance 2024
Navigation
Édition précédente Édition suivante
Les championnats du monde de triathlon longue distance 2024, 30e édition de la compétition, ont lieu le 25 août 2024 à Townsville en Australie. Ils sont organisés dans le cadre du Multisport World Championship qui réunit plusieurs championnats mondiaux de sports gérés par la World Triathlon.

## Organisation
Les championnats du monde sont organisés par la World Triathlon qui regroupent plusieurs rencontre international de triathlon et de duathon.

## Palmarès
« Top 10 » hommes et femmes du championnat du monde longue distance 2024.
| Rang               | Nom                  | Pays | Temps    |
| ------------------ | -------------------- | ---- | -------- |
| Médaille d'or      | Antonio Benito López |      | 05:02:54 |
| Médaille d'argent  | Steven Mckenna       |      | 05:06:03 |
| Médaille de bronze | Louis Naeyaert       |      | 05:07:29 |
| 4                  | Dylan Magnien        |      | 05:11:28 |
| 5                  | Benjamin Hill        |      | 05:14:43 |
| 6                  | Matt Burton          |      | 05:19:21 |
| 7                  | Jye Spriggs          |      | 05:37:50 |
| 8                  | Calvin Amos          |      | 05:42:50 |
| 9                  | Samuel Betten        |      | 05:45:39 |
| 10                 | Tsukasa Kuyama       |      | 05:57:13 |

| Rang               | Nom                       | Pays | Temps    |
| ------------------ | ------------------------- | ---- | -------- |
| Médaille d'or      | Charlène Clavel           |      | 05:45:14 |
| Médaille d'argent  | Marta Lagownik            |      | 05:47:16 |
| Médaille de bronze | Julie Iemmolo             |      | 05:51:04 |
| 4                  | Ai Ueda                   |      | 05:59:00 |
| 5                  | Katherine Gillespie-Jones |      | 06:03:29 |
| 6                  | Emily Donker              |      | 06:08:22 |
| 7                  | Misaki Tanaka             |      | 06:29:10 |
| 8                  | Sarah Thomas              |      | 06:30:12 |
| 9                  | Julia Klein               |      | 06:37:54 |